# Justin Ospelt
Justin Ospelt (* 7. September 1999 in Nassau, Bahamas) ist ein liechtensteinischer Fussballspieler.

## Karriere

### Verein
Ospelt spielt seit seiner Jugend beim liechtensteinischen Hauptstadtklub FC Vaduz und wurde 2017 zur 2. Mannschaft befördert. Er war ebenfalls Bestandteil des Profikaders und gab sein Debüt in der Challenge League, als er am 2. Februar 2019 im Heimspiel gegen Servette FC in der 22. Minute eingewechselt wurde. Am Ende der Saison 2019/20 stieg er mit seinem Team in die Super League auf, in der er am 24. Oktober 2020 im Spiel gegen den FC Zürich debütierte. Zur Saison 2021/22 wechselte Ospelt nach Deutschland und schloss sich auf Leihbasis in der viertklassigen Regionalliga West dem Drittligaabsteiger KFC Uerdingen 05 an. Die Saison für Ospelt verlief allerdings unglücklich, in seinem Debüt am zweiten Spieltag zog er sich in der ersten Hälfte eine schwere Knieverletzung zu und fiel bis Dezember 2021 aus, nach seiner Genesung konnte er sich gegen seine Vertretung Jovan Jovic dann nicht durchsetzen und kam so während der Leihe nur zu insgesamt fünf Regionalligaeinsätzen. Mit Uerdingen stieg er zu Saisonende auch noch aus der Regionalliga West ab.
Zur Saison 2022/23 wurde Ospelt an den österreichischen Zweitligisten FC Dornbirn 1913 weiterverliehen. Für Dornbirn kam er zu 24 Einsätzen in der 2. Liga. Zur Saison 2023/24 verliess er Vaduz endgültig und wechselte ein zweites Mal in die deutsche Regionalliga, diesmal zum FSV Frankfurt.

### Nationalmannschaft
Ospelt hat Einsätze für verschiedene liechtensteinische Juniorennationalteams zu verzeichnen und war ausserdem schon öfters Bestandteil der liechtensteinischen Fussballnationalmannschaft. Am 7. Oktober 2020 gab er sein A-Länderspieldebüt in einem Freundschaftsspiel gegen Luxemburg. Am 31. März 2021 bestritt er sein erstes Pflichtspiel für die Nationalmannschaft im WM-Qualifikationsspiel gegen Island.